# Vát
Vát é um município da Hungria, situado no condado de Vas. Tem 23,27 km² de área e sua população em 2015 foi estimada em 659 habitantes.